# 롄산구

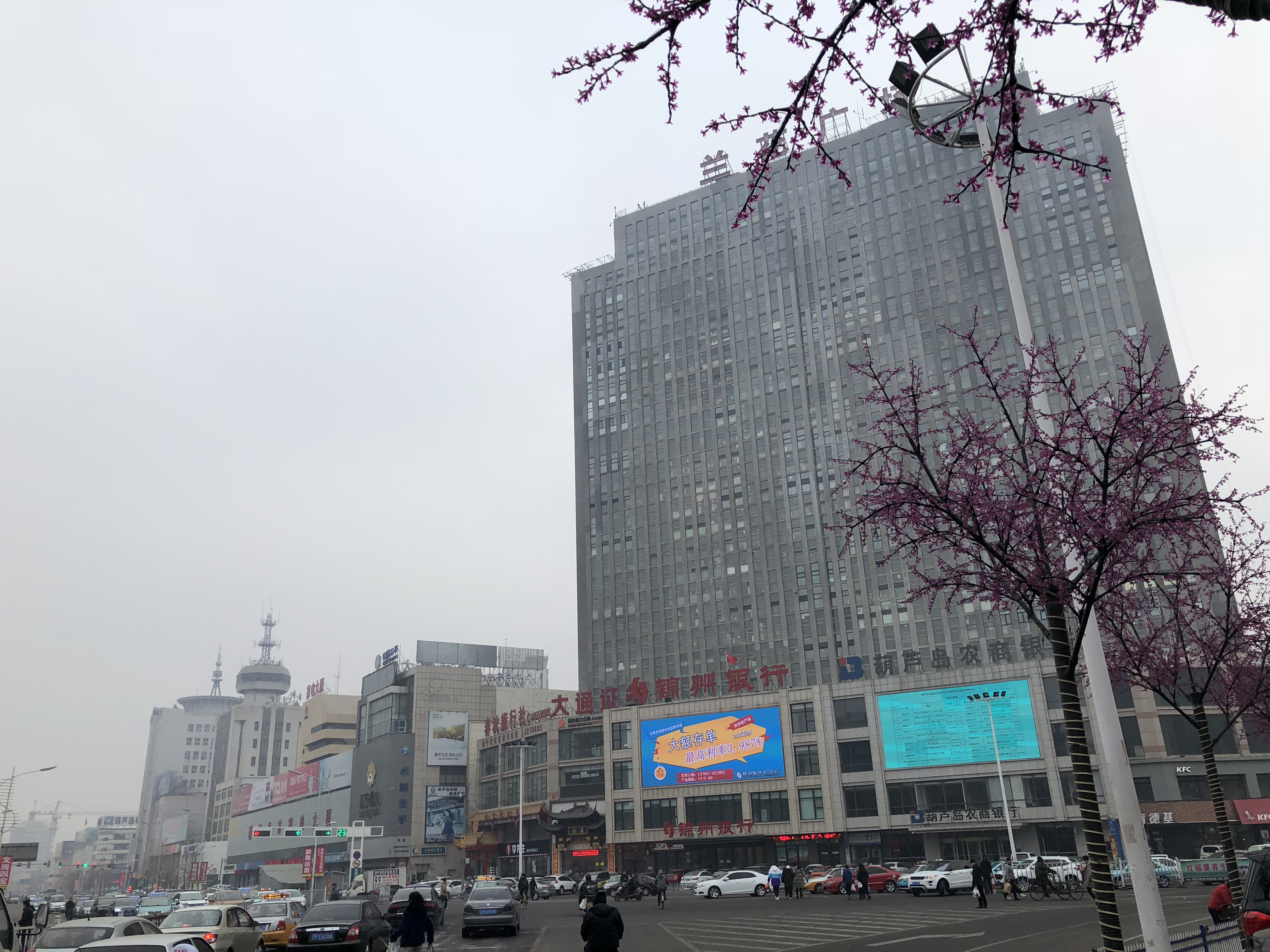

롄산구(한국어: 연산구, 중국어: 连山区, 병음: Liánshān Qū)는 중화인민공화국 랴오닝성 후루다오시의 행정구역이다. 넓이는 1653km2이고, 인구는 2007년 기준으로 630,000명이다.

## 행정 구역
11개 가도, 7개 진, 8개 향을 관할한다.
- 가도: 兴工街道, 渤海街道, 化机街道, 连山街道, 一零八街道, 水泥街道, 站前街道, 化工街道, 石油街道, 锦郊街道, 杨家仗子街道（杨家杖子经济技术开发区）.
- 진: 台集屯镇, 寺儿堡镇, 金星镇, 钢屯镇, 虹螺蚬镇, 高桥镇（高桥经济技术开发区）, 新台门镇.
- 향: 山神庙子乡, 白马石乡, 沙河营乡, 孤竹营子乡, 杨郊乡, 张相公屯乡, 塔山乡, 大兴乡.